# Dolby NR
Dolby NR (skrót od ang. Noise Reduction) – system redukcji szumów stosowany w magnetofonach analogowych, opracowany przez firmę Dolby Laboratories. Zadaniem systemu Dolby NR jest zmniejszenie poziomu szumów samej taśmy, które są głównym czynnikiem ograniczającym dynamikę magnetofonów kasetowych.

## Zasada działania
Wysokoczęstotliwościowy szum własny taśmy (ang. tape hiss) jest spowodowany nierównomiernym rozmieszczeniem elementarnych magnesów w warstwie magnetycznej. Redukcja tego szumu w systemie Dolby NR jest realizowana przy użyciu procesu kompandorowania w dwóch etapach:
Etap 1:
Podczas nagrania taśmy dynamika sygnału fonicznego jest kompresowana tuż przed głowicą. Celem kompresji jest zwiększenie poziomu sygnału w zakresie wysokich tonów, tak by jego poziom był wyższy niż poziomu szumów taśmy.
Etap 2:
Podczas odtwarzania taśmy, sygnał jest poddawany ekspansji dynamiki, która jest procesem dokładnie odwrotnym do kompresji z etapu 1. Sygnał w zakresie wysokich częstotliwości jest przyciszany do oryginalnego poziomu, dzięki czemu jednocześnie obniżany jest poziomem szumów taśmy. (Można zaobserwować, że taśmy nagrane przy użyciu systemu Dolby B brzmią "jaśniej" kiedy są odtwarzane bez systemu redukcji szumów – wtedy słychać dźwięk po kompresji, a nie oryginalny). 
System Dolby NR pozwala zwiększyć odstęp sygnału do szumu, przy zachowaniu oryginalnej jakości nagrania.

## Odmiany
W roku 1966 został wprowadzony system Dolby A, stosowany w magnetofonach studyjnych. Najbardziej znany stał się jego następca, Dolby B, wprowadzony w roku 1968 – sprawdził się doskonale w popularnych magnetofonach kasetowych. Kolejnymi wersjami, przeznaczonymi na rynek konsumencki, były Dolby C i Dolby S.
System Dolby A nie był wykorzystywany w popularnym sprzęcie audio, a jedynie w urządzeniach profesjonalnych. W tym systemie procesy zmian sygnału audio wykonywane były w czterech osobnych pasmach: 15-80 Hz, 80 Hz-3 kHz, 3-9 kHz i 9-20 kHz.
W kolejnych wersjach w paśmie powyżej ok. 1 kHz sygnał był podnoszony/obniżany zmiennie, w zależności od jego głośności. Przy poziomie głośności +3 VU sygnał nie był już modyfikowany. Jeśli chodzi o poziom nagrania, to w zamyśle, bilans tych dwóch uzupełniających się procesów ma wynieść zero. Jeśli jednak, jak w przypadku Dolby B, poziom nagrania (w cichej partii) został najpierw podniesiony o +10 dB, a później z powrotem obniżony o -10 dB, to jednocześnie z obniżeniem szum taśmy też zostaje obniżony o -10 dB.
Ponieważ oba procesy miały się "zerować", dla precyzyjnego działania całości, krytycznym momentem stało się zapewnienie jednakowego poziomu nagrywania i odtwarzania. Ponieważ taśmy (kasety) różnych producentów różniły się parametrami, w magnetofonach wyższej klasy zaczęto wprowadzać możliwość wcześniejszej kalibracji poziomu nagrywania (ang. BIAS), której należy dokonać przed nagrywaniem.